# Mastophora corpulenta
Mastophora corpulenta là một loài nhện trong họ Araneidae.
Loài này thuộc chi Mastophora. Mastophora corpulenta được Richard C. Banks miêu tả năm 1898.